# مواقف المسلمين تجاه الإرهاب
هناك مجموعة واسعة من المواقف الإسلامية تجاه الإرهاب. أظهرت عدد من الدراسات الاستطلاعية على مر السنين أن غالبية المسلمين يعارضون الهجمات ضد المدنيين.

## الإدانة والمعارضة
في المقال «لماذا لا توجد إدانات من مصادر إسلامية ضد الإرهابيين؟»، يلخص مستشارو أونتاريو للتسامح الديني:
الشكوى الشائعة بين غير المسلمين هي أن السلطات الدينية الإسلامية لا تدين الهجمات الإرهابية. غالبًا ما تظهر الشكاوى في رسائل إلى محرري الصحف، في البرامج الإذاعية عبر الهاتف، في القوائم البريدية على الإنترنت، والمنتديات، وما إلى ذلك. ذكر زعيم مجموعة  إنجيلية مسيحية، يبث عبر إذاعة  سيريوس فاملي نيت Sirius Family Net، أنه كان قد أجرى بحثًا شاملاً على الإنترنت عن بيان إسلامي يدين الإرهاب، دون العثور على عنصر واحد. في الواقع، صدرت فتاوى وبيانات أخرى كثيرة تدين الاعتداء على المدنيين الأبرياء. لسوء الحظ، يجري تجاهلهم إلى حد كبير من قبل الصحف والأخبار التلفزيونية والأخبار الإذاعية ووسائل الإعلام الأخرى.
عارض بعض المسلمين هجمات الحادي عشر من سبتمبر. فقد أظهرت دراسة أجراها مركز بيو للأبحاث في عام 2007 على العديد من الدول في مختلف أنحاء العالم الإسلامي أن المعارضة للتفجيرات الانتحارية في العالم الإسلامي في تزايد مستمر، إذ أظهرت دراسة استطلاعية أجريت على أغلب المسلمين في عشرٍ من أصل ست عشرة دولة أن التفجيرات الانتحارية وغيرها من أعمال العنف ضد المدنيين «غير مبررة على الإطلاق»، ولو أن 38% في المتوسط اعتقدوا أنها مبررة على الأقل نادراً. وكانت المعارضة لحماس رأي الأغلبية في أربعة بلدان فقط من أصل 16 دولة شملها الاستطلاع، وكذلك المعارضة لحزب الله. لم تشمل دراسة بيو البحثية إيران والعراق والمملكة العربية السعودية وسوريا وأفغانستان وتونس وليبيا والجزائر في الدراسة الاستقصائية، رغم أنها شملت بلدانًا إسلامية كثيفة السكان مثل باكستان ومصر وإندونيسيا وبنغلاديش.

### الرحلة 253 للخطوط الجوية الشمالية الغربية
أدانت الجماعات الإسلامية محاولة تفجير طائرة نورث ويست إيرلاينز الرحلة 253. في كندا، أصدرت مجموعة من القادة الإسلاميين الكنديين والأمريكيين فتوى دينية تدين أي هجمات من قبل المتطرفين أو الإرهابيين على الولايات المتحدة أو كندا وتعلن أن هجومًا من قبل المتطرفين على البلدين سيشكل هجومًا على المسلمين الذين يعيشون في أمريكا الشمالية. وجاء في الفتوى التي وقعها الأئمة العشرون المرتبطون بالمجلس الإسلامي الأعلى لكندا: «في رأينا أن هذه الهجمات شريرة والإسلام يطلب من المسلمين الوقوف في وجه هذا الشر». ويخلص إلى أن المسلمين «يجب أن يفضحوا أي شخص، مسلم أو غير مسلم، من شأنه أن يلحق الضرر برفاقه الكنديين أو الأمريكيين». ذُكر أن أحد الأئمة قال: «واجب ديني على المسلمين، بناء على تعاليم القرآن، أن يكونوا مخلصين للوطن الذي يعيشون فيه». وقد أشارت الفتوى أيضًا إلى  أنه من واجب  الزعماء الدينيين أن يظهروا للآخرين في جميع أنحاء العالم أن المسلمين في كندا والولايات المتحدة «يتمتعون بحرية كاملة في ممارسة الإسلام» وأن «أي هجوم على كندا والولايات المتحدة هو اعتداء على حرية المسلمين الكنديين والأمريكيين».

### تفجير الإسكندرية 2011
كبادرة تضامن مع الأقلية المسيحية القبطية في البلاد، ظهر المسلمون المصريون في الكنائس عشية عيد الميلاد القبطي في 6 يناير 2011 في أثناء قداس جماهيري يشكل «درعًا بشريًا» ضد أي هجمات أخرى محتملة. في الأيام التي سبقت القداس، انضم المسلمون والأقباط معًا في عرض تضامن شمل احتجاجات في الشوارع وتجمعات وحملات توحدية واسعة النطاق على فيسبوك تدعو إلى «مصر للجميع». وفي لبنان، جاءت إدانات منفصلة من مفتي الجمهورية السني محمد قباني ونائب رئيس المجلس الأعلى الشيعي عبد الأمير قبلان. وقد أدانت حماس التفجير الذي وقع في الإسكندرية، وألقت باللوم على الأيدي الخفية التي لا تتمنى الخير لمصر وشعبها المسلم والمسيحي وتسعى إلى تأجيج الفتنة الطائفية. ووجهت حماس في بيانها تعازيها إلى مصر وأهالي الضحايا، معربة عن أملها في الكشف عن الحقائق في أقرب وقت وتقديم المسؤولين عنها إلى العدالة.
رداً على الهجمات، أطلق عمرو خالد، الداعية المصري المسلم المؤثر، حملة لمحاربة التحريض الطائفي على الإنترنت، والذي يعتقد أنه سبب للعنف الذي شهدته ليلة رأس السنة.

### اليمن
في نوفمبر 2010، تعهد الآلاف من رجال القبائل اليمنية بدعم جهود الحكومة في معاركها ضد القاعدة ووعدوا بالقتال إلى جانب القوات. وقال الزعيم ناجي بن عبد العزيز الشيف من قبيلة بكيل الشمالية القوية ومنظم المسيرة: «سنقاتل تنظيم القاعدة لأنه يضر بسمعة البلاد والقبائل اليمنية والمسلمين... نأسف لكل الدول والشعوب التي تضررت من القاعدة ونطالب الرئيس علي عبد الله صالح بالتعامل مع الوضع وسنقف إلى جانبه في ذلك».

## الإسلاموية
أصدر آية الله عظمة سيد يوسف ساني الإيراني فتوى مفادها أن الهجمات الانتحارية ضد المدنيين مشروعة فقط في سياق الحرب.
صرح عبد الرحمن الرشيد، مسلم ومدير قناة العربية الإخبارية، أنه «من المؤكد أن ليس كل المسلمين إرهابيين، ولكن من المؤكد بالقدر نفسه، وهو مؤلم بشكل استثنائي، أن جميع الإرهابيين تقريبًا مسلمون». وألقى باللوم على رجال الدين الراديكاليين في اختطاف دين الإسلام المحب للسلام والمتسامح. تقدم الإحصائيات التي جمعها مركز مكافحة الإرهاب التابع لحكومة الولايات المتحدة صورة أكثر تعقيدًا. تُعزى نسبة 21% من الوفيات في الحوادث الإرهابية المعروفة والمحددة في عام 2006 إلى المتطرفين الإسلاميين. عُدَّت الغالبية العظمى من الحوادث إما ذات طبيعة سياسية «غير معروفة/ غير محددة» أو علمانية. حدثت الغالبية العظمى من القتلى الإرهابيين «غير المعروفة/ غير المحددة» في مناطق إسلامية مثل العراق وأفغانستان والهند.
ووفقًا لتقارير الدول حول الإرهاب لعام 2011 التي نشرها المركز الوطني الأمريكي لمكافحة الإرهاب في عام 2012، فإن «المتطرفين السنة يمثلون أكبر عدد من الهجمات الإرهابية والوفيات للعام الثالث على التوالي، إذ نُسب أكثر من 5700 حادث إلى متطرفين سنة، وهو يمثل ما يقارب 56 في المئة من جميع الهجمات ونحو 70 في المئة من جميع القتلى». وذكر التقرير أنه في عام 2011، قتل ما مجموعه 10283 هجمة إرهابية في جميع أنحاء العالم 12533 شخصًا. وقد أُلقي اللوم أيضًا على الإرهاب في 25903 إصابة و 5554 حالة اختطاف. وفقًا للجنة الوطنية لمكافحة الإرهاب، من بين 12533 حالة وفاة مرتبطة بالإرهاب في جميع أنحاء العالم، ارتكب «متطرفون سنة» 8886، و 1926 على يد مجموعات «علمانية/ سياسية/ أناركية»، و1519 على يد فصائل «غير معروفة»، و 170 على يد «أخرى».

## مظاهرات مؤيدة
بعد وفاة أسامة بن لادن، نزل بعض المسلمين في المملكة المتحدة إلى الشوارع لدعم بن لادن، وأشادوا به كبطل إسلامي، وأدانوا دور الولايات المتحدة والغرب في قتله. ونظم المظاهرة الناشط أنجم شودري، الذي أشاد في وقت سابق بهجمات 7/7 و 11 سبتمبر/ أيلول، وسُجن لاحقًا لدعمه داعش.

## الاستطلاعات

### استطلاعات جالوب
أظهر استطلاع أجرته مؤسسة جالوب عام 2011 «أن الهوية الدينية للشخص ومستوى الإخلاص لا علاقة لهما بآراء المرء حول استهداف المدنيين».  أشارت نتائج الاستطلاع إلى أن «التنمية البشرية والحكم – لا التقوى أو الثقافة» كانت أقوى العوامل في تفسير نظرة الجمهور للعنف تجاه المدنيين. في استطلاع للرأي أجرته مؤسسة جالوب عام 2011، كان سكان الدول الأعضاء في منظمة التعاون الإسلامي أقل احتمالية لتبرير استهداف المدنيين وقتلهم من سكان الدول غير الأعضاء في منظمة التعاون الإسلامي:
- في الدول الأعضاء في منظمة التعاون الإسلامي، يعتقد 18٪ أن الهجمات العسكرية على المدنيين مبررة و 14٪ يعتقدون أن الهجمات الفردية على المدنيين مبررة.
- في الدول غير الأعضاء في منظمة التعاون الإسلامي، يعتقد 24٪ أن الهجمات العسكرية على المدنيين مبررة و 17٪ يعتقدون أن الهجمات الفردية على المدنيين مبررة.
- في تفصيل إقليمي، وجدت جالوب أن الأمريكيين الشماليين كانوا على الأرجح يبررون الهجمات العسكرية على المدنيين، بينما كان سكان منطقة الشرق الأوسط وشمال أفريقيا الأكثر عرضة لمعارضتها. عندما سئل عما إذا كان من المبرر للجيش استهداف المدنيين وقتلهم.[20]
- في آسيا، قال 58٪ إنه لا يمكن تبريره أبدًا، وقال 12٪ إنه يمكن تبريره في بعض الأحيان، وقال 15٪ إنه يعتمد على ذلك.
- في دول ما بعد الاتحاد السوفيتي، قال 56٪ إنه لا يمكن تبريره أبدًا، وقال 8٪ إنه يمكن تبريره في بعض الأحيان، وقال 20٪ إنه يعتمد على ذلك.
- في منطقة الشرق الأوسط وشمال أفريقيا، قال 85٪ إنه لا يمكن تبريره أبدًا، وقال 9٪ إنه يمكن تبريره في بعض الأحيان، وقال 4٪ إنه يعتمد على ذلك.
- في أفريقيا جنوب الصحراء الكبرى، قال 66٪ إنه لا يمكن تبريره أبدًا، وقال 17٪ إنه يمكن تبريره في بعض الأحيان، وقال 11٪ إنه يعتمد على ذلك.
- في الولايات المتحدة وكندا، قال 50٪ إنه لا يمكن تبريره أبدًا، وقال 47٪ إنه يمكن تبريره في بعض الأحيان، وقال 2٪ إنه يعتمد على ذلك.
- في أوروبا، قال 69٪ إنه لا يمكن تبريره أبدًا، وقال 12٪ إنه يمكن تبريره في بعض الأحيان، وقال 11٪ إنه يعتمد على ذلك.
- في استطلاع آخر أجرته مؤسسة جالوب عام 2011 لآراء الأمريكيين، ووجدوا أن الأمريكيين المسلمين كانوا أقل ميلًا لتبرير استهداف المدنيين وقتلهم من الأمريكيين الآخرين.[21]

كتب جون إسبوزيتو، باستخدام بيانات استطلاع من مؤسسة جالوب، في عام 2008 إن المسلمين والأمريكيين من المرجح أن يرفضوا العنف ضد المدنيين. ووجد أن أولئك المسلمين الذين يدعمون العنف ضد المدنيين ليسوا أكثر تديناً من المسلمين الذين لا يؤيدون ذلك. وجد استطلاع رأي أجرته مؤسسة جالوب عام 2011 أنه في منطقة الشرق الأوسط وشمال أفريقيا، «من المرجح أن يقول أولئك الذين يرفضون الهجمات العسكرية والفردية على المدنيين إن الدين جزء مهم من حياتهم اليومية».